# Aldeanueva de Campomojado
Aldeanueva de Campomojado o de Campo Mojado es un caserío y una pedanía del municipio de Casafranca. Se ubica al noroeste del municipio; atravesado por la SA-213, el río Alagón; y su afluente, el arroyo del Puentecillo.
No tiene un núcleo propio; sino que se trata de un diseminado de casas formado por dos pequeños grupos de caseríos; el de Aldeanueva de Campomojado y la dehesa de Alagón. Al este del caserío; se ubica un campo extenso de secano llamado Dehesa Boyal, donde es atravesado por varios arroyos, y haciendo límite con Guijuelo, se ubica la antigua calzada romana de la Vía de la Plata.
Se accede desde la SA-213, donde a la altura del km. 36; sale una pista que después de atravesar el río Alagón, llega al caserío. Solo vive 1 vecino.